# Camaija veneris
Camaija veneris är en insektsart som beskrevs av Young 1977. Camaija veneris ingår i släktet Camaija och familjen dvärgstritar. Inga underarter finns listade i Catalogue of Life.